# Labidocera johnsoni
Labidocera johnsoni is een eenoogkreeftjessoort uit de familie van de Pontellidae. De wetenschappelijke naam van de soort is voor het eerst geldig gepubliceerd in 1964 door Fleminger.